# 垂死的奴隶

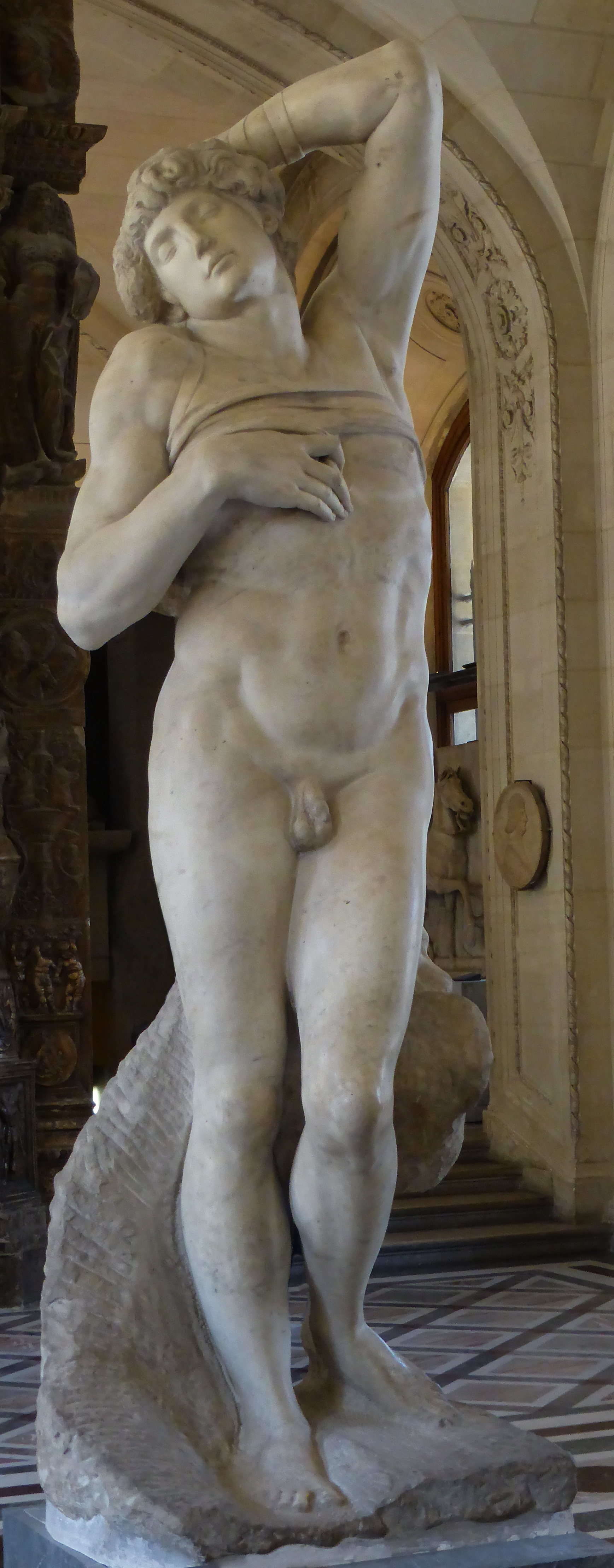
《垂死的奴隶》

《垂死的奴隶》（義大利語：Schiavo morente）是意大利文艺复兴艺术家米开朗基罗的一尊大理石雕塑，高2.15米，创作于1513-1516年。它与另一尊雕塑《叛逆的奴隶》，都用于装饰罗马圣伯多禄锁链堂儒略二世墓。现收藏于巴黎卢浮宫。
1976年，艺术史学家理查德·弗利写道，它“暗示了生命在死亡的无情力量面前投降的时刻”。查尔斯·罗伯逊在最近一本题为《欧洲艺术中的奴隶》的学术著作中，通过《垂死的奴隶》讨论意大利文艺复兴时期真实存在的奴隶制度。
巴黎十二区警察局顶层装饰了13件《垂死的奴隶》的复制品。该建筑由建筑师曼努埃尔·努涅斯·亚诺夫斯基和米里亚姆·泰特尔鲍姆在1991年设计，属于装饰艺术风格。